# Duindoornvuurzwam
De duindoornvuurzwam (Fomitiporia hippophaeicola) is een zwam in de familie Hymenochaetaceae.
De soort kent verschillende synoniemen:
- Phellinus hippophaecola - H. Jahn 1976[1]
- Phellinus robustus f. hippophaes - Donk 1937[1]
- Phellinus robustus f. hippophaes - Pilát 1942[1]

Het eerstgenoemde synoniem wordt nog op veel plaatsen in de literatuur gebruikt.

## Beschrijving
Het harde, meerjarige vruchtlichaam is hoef- tot consolevormig. Ze hechten zich zijdelings aan de waardplant. De afmeting is 3 tot 6 cm × 2 tot 4 cm en 2 tot 4 cm dik. De kale tot fluwelige bovenzijde is geel tot roestbruin en vaak groen door algen. Verse jaarlijkse groei is enigszins fluweelachtig. Kaneelbruine tot roestbruine buizen. De sporen zijn dextrinoïde, rondachtig tot eivormig en meten 5,5–8 × 5–7 μm.

## Ecologie
De soort parasiteert uitsluitend op de duindoorn, maar volgens G. Keizer groeit de zwam (ook) op meidoorn. Ze komt met name voor op dikkere takken waar de struiken oud zijn en afsterven.

## Gebruik
Door de hardheid van het vruchtlichaam is de soort niet consumeerbaar.